# Piestopleura catilla
Piestopleura catilla är en stekelart som först beskrevs av Walker 1836.  Piestopleura catilla ingår i släktet Piestopleura och familjen gallmyggesteklar. Arten är reproducerande i Sverige. Inga underarter finns listade i Catalogue of Life.